# Vicente Segrelles

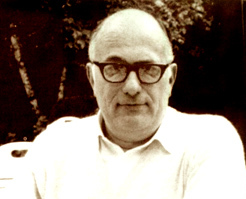
Vicente Segrelles (2009)

Vicente Segrelles Sacristán (* 9. September 1940 in Barcelona) ist ein spanischer Comiczeichner und Autor. Bekannt ist er in Deutschland vor allem durch die Comicserie El Mercenario, in der ein Söldner in einer Welt voller Fabelwesen gegen das Böse kämpft. Der geringe Umfang des Werkes von Segrelles wird damit begründet, dass er sämtliche Zeichnungen mit Ölfarben statt mit Tusche erstellt.

## Leben und Werk
Segrelles begann seine Laufbahn als Illustrator für Magazine, Kataloge, Gebrauchsanweisungen und Werbekampagnen, als er 1960 erstmals ein Buch über die Werke Homers bebilderte. In der Folgezeit entwickelte er sich zu einem renommierten Buchillustrator und Grafiker, der 1980 die Comicreihe El Mercenario kreierte.

## Veröffentlichungen
Deutscher Titel (spanischer Titel), Verlag, Erscheinungsjahr deutsch

### El Mercenario
1. Der Söldner (El Pueblo del Fuego Sagrado), Bastei, 1982
2. Die Formel des Todes (La Fórmula), Bastei, 1985
3. Die vier Prüfungen (Las Pruebas), Bastei, 1985
4. Das Opfer (El Sacrificio), Bastei, 1989
5. Die Festung (La Fortaleza), Bastei, 1992
6. Die schwarze Kugel (La Bola Negra), Bastei, 1994
7. Reise ins Irrlicht (El Viaje), Bastei, 1995
8. Das Ende der Welt (Año mil. El fin del mundo), Carlsen, 1999
9. Die verlorenen Ahnen (Los Ascendientes Perdidos), Carlsen, 2000
10. Der Wächter der schwarzen Sonne (La Huida), Carlsen, 2001
11. Giganten (Gigantes), Carlsen, 2001
12. Die Entführung (El Rescate), Arboris, 2004
13. Der Aufstand (El Rescate II), Arboris, 2004
14. Der letzte Tag (El último día), Splitter, 2014

### Sheriff Pat
1. Für eine Handvoll Steuern mehr (El Expediente Mojado), Bastei, 1991
2. Nichts geht mehr vor Amerika (En La Santa María), Bastei 1991